# Эволюционная химия
Эволюционная химия — четвёртая концептуальная система химии, связанная с включением в химическую науку принципа историзма и понятия времени, с построением теории химической эволюции материи. Эволюционная химия изучает процессы самоорганизации вещества: от атомов и простейших молекул до живых организмов.
Одним из первых открытий, которые относят к эволюционной химии, является эффект самосовершенствования катализаторов в реакциях, исследованный в работах американских химиков А. Гуотми и Р. Каннингем в 1958—1960 гг. В 1964—1969 гг. советский химик А. П. Руденко, учитывая это открытие, создал теорию саморазвития открытых каталитических систем. В работах немецкого химика М. Эйгена была развита теория гиперциклов, объясняющая объединение самовоспроизводящихся макромолекул в замкнутые автокаталитические химические циклы. Теория гиперциклов является абиогенетической теорией химической эволюции и происхождения жизни. В 1987 году Нобелевский лауреат Жан-Мари Лен, основатель супрамолекулярной химии, ввёл понятие супрамолекулярной самоорганизации и самосборки для описания явлений упорядочения в системах высокомолекулярных соединений. Супрамолекулярной самосборкой является процесс спонтанной ассоциации двух и более компонентов, приводящий к образованию супермолекул или полимолекулярных ансамблей, происходящий за счет нековалентных взаимодействий. Это процесс был описан при изучении спонтанного образования неорганических комплексов (двойных геликатов), протекающего как процесс самосборки.
Наиболее известным проявлением самосборки в живой природе является самосборка молекул нуклеиновых кислот, матричный синтез белков.